# هاکونه
هاکونه (به لاتین: Hakone) یک منطقهٔ مسکونی در ژاپن است که در Ashigarashimo District واقع شده‌است. هاکونه ۹۲٫۸۲ کیلومتر مربع مساحت و ۱۳٬۴۹۲ نفر جمعیت دارد.

## خواهرخوانده
شهرهای Taupo، تویکاو، هوکایدو و جاسپر، آلبرتا خواهرخوانده‌های هاکونه هستند.